# Eerste Gemeentelijk Lyceum in Den Haag
Het Eerste Gemeentelijk Lyceum was een Nederlandse school in Den Haag, die bestond van 1925 tot 1946. De school was gevestigd aan het Stokroosplein en werd daarom ook wel Lyceum Stokroosplein of Stokroos Lyceum genoemd. De school bood de keus tussen een vijfjarige hbs- en een zesjarige gymnasiumopleiding.
Een Tweede Gemeentelijk Lyceum kwam er pas in 1940, toen het Tweede Gemeentelijk Gymnasium werd omgezet in een lyceum door de oprichting van een afdeling HBS-B. In 1946 kreeg deze school de naam Maerlant-Lyceum.

## Geschiedenis
De voorloper van het Eerste Gemeentelijk Lyceum was de Vierde Gemeentelijke HBS, die in 1921 was opgericht. In 1925 werd deze school omgezet in een lyceum. De school betrok het nieuwbouwpand Stokroosplein 50, ontworpen door D.C. van der Zwart. Van der Zwart ontwierp ook het pand van de Zesde Gemeentelijke HBS aan de Nieuwe Duinweg. De beide scholen leken veel op elkaar.
Het schoolgebouw werd in 1942 door de Duitse bezetter gevorderd en vervolgens gesloopt voor de aanleg van de Atlantikwall. Na de Tweede Wereldoorlog kwam het hele Stokroosplein niet meer terug. De plaats waar het vroeger lag, is nu een deel van het sportveld Stokroosveld.
De school bivakkeerde tijdelijk in verschillende gebouwen aan de Populierstraat (het gebouw van de Eerste Christelijke HBS), de Waldeck Pyrmontkade (het gebouw van de Handelsdagschool) en de Vlierboomstraat (een tijdelijk leegstaande lagere school). In 1946 (de school zat toen aan de Vlierboomstraat) kreeg de school de naam Grotius Lyceum.

## Rectoren
- Th.A. Verdenius (1925-1939), had  eerder de Vierde Gemeentelijke HBS geleid.
- dr. W. van der Wijk (1939-1941) overleed tijdens zijn ambtsperiode.
- dr. J.N.I.M. Geurts (1941-1946) overleed eveneens tijdens zijn ambtsperiode. Geurts was rector in oorlogstijd en had de moed vlak voor het begin van een razzia om jongens te rekruteren voor de Arbeitseinsatz de klassen langs te gaan om te waarschuwen. De jongens zorgden dat ze wegkwamen. In elke klas zaten NSB-kinderen die hem hadden kunnen verraden.[1]
- dr. D.H. Prins (1946) was tevens (1946-1956) de eerste rector van het Grotius Lyceum.

## Bekende oud-leerlingen
- Boeli van Leeuwen, advocaat en schrijver
- Han Voskuil, volkskundige en schrijver

Een bekende leraar was dr. F.C. Dominicus (1884-1976). Aan het Stokroos Lyceum (en later nog korte tijd aan het Grotius Lyceum) gaf hij Nederlands en Frans. Daarnaast publiceerde hij over de Nederlandse taal, de Nederlandse literatuur en Zuid-Afrika.